# Dennis Quaid
Dennis Quaid (Houston, Texas, 9 d'abril de 1954) és un actor estatunidenc de cinema i televisió. És germà del també actor Randy Quaid (L'última projecció, The Choirboys, L'Exprés de Mitjanit, Texasville), i el seu fill Jack ja ha debutat a la pantalla gran amb la pel·lícula Els jocs de la fam (2012).

## Biografia
Fill d'un electricista, William Quaid, i d'una agent immobiliària, Nita Quaid. Va anar a la "Bellaire High School" en Bellaire, Texas. Va estudiar art dramàtic en el col·legi i en l'institut, però va decidir deixar els seus estudis i traslladar-se a Los Angeles, Califòrnia, amb la finalitat de començar una carrera al cinema. El seu germà gran, Randy Quaid, ja era un conegut actor no obstant això, Dennis, va tenir dificultats en els seus inicis per poder trobar treball.
Després d'una sèrie de petits treballs en cinema i televisió un dels primers papers rellevants de Quaid en cinema va ser amb la comèdia dramàtica Breaking Away (1979). Després, el seu treball va ser constant, va participar al costat del seu germà Randy Quaid, els germans Carradine i els germans Keach en el western The Long Riders (1980) i al costat de Ringo Starr en la comèdia Caveman (1981), entre d'altres films, on va treballar amb actors de la talla de Gene Hackman, Barbra Streisand o Mickey Rooney. Posteriorment vindrien produccions com Tauró 3 (1983) o The Right Stuff (1983), al costat de Ed Harris i Scott Glenn, cinta que va ser candidata a l'Oscar a la millor pel·lícula.
El 1984 va protagonitzar amb Max Von Sydow el thriller Dreamscape i a l'any següent protagonitzaria el film de ciència-ficció Enemic meu al costat de Louis Gossett Jr. (1985). Dos anys després va compartir cartell amb Meg Ryan i Martin Short en una altra aventura de ciència-ficció barrejada amb comèdia El xip prodigiós (1987). També el 1987 va estrenar el drama judicial Suspect al costat de Cher i Liam Neeson i The Big Easy, un drama criminal al costat de la sensual Ellen Barkin. Després va actuar en Mort en arribar un remake del film de suspens de 1950, treballant de nou amb la seva futura parella Meg Ryan. El 1989 va interpretar la vida del famós cantant Jerry Lee Lewis en Great Balls of Fire! al costat de Winona Ryder.
El 1991 protagonitza el drama bèl·lic Come See the Paradise, on narra les peripècies d'un nord-americà i la seva família japonesa en plena segona guerra mundial, després va protagonitzar la comèdia Undercover Blues 1993 en la qual ell i Kathleen Turner interpretaven a un matrimoni d'espies, aquest mateix any treballa amb James Caan i novament amb Meg Ryan en el drama de suspens Flesh and Bone. Gene Hackman i Kevin Costner van ser els seus companys de repartiment en el western Wyatt Earp (1994) on va interpretar Doc Holliday, i el 1995 va treballar amb Julia Roberts en Something to Talk About. El 1996 va arribar als cinemes la pel·lícula de ciència-ficció dirigida per Rob Cohen, Dragonheart, en la qual compartia pantalla amb un drac. A la fi dels anys 90 va aparèixer en la comèdia familiar The Parent Trap (1998), va formar part del repartiment de la comèdia coral Jugant amb el cor (1998) i va actuar a les ordres d'Oliver Stone en el drama esportiu Any Given Sunday (1999) amb un elenc de luxe: Al Pacino, Cameron Diaz, Jamie Foxx, James Woods, entre altres actors.
L'any 2000 va guanyar el Premi del Sindicat d'Actors al millor repartiment pel drama Traffic, dirigit per Steven Soderbergh. També aquest mateix any va interpretar al pare de James Caviezel en Frequency.
El 2002 va ser candidat al Globus d'Or i al Premi del Sindicat d'Actors -com a millor actor de repartiment- per la seva interpretació d'un homosexual en els anys 50, casat amb el personatge interpretat per Julianne Moore. Peter Travers va assenyalar a Rolling Stone que: "Moore i Quaid realitzen les millors interpretacions de les seves carreres". El 2004 va participar en el remake de The Alamo i en l'èxit de taquilla sobre el canvi climàtic dirigit per Roland Emmerich, The Day After Tomorrow, convertint-se, fins avui, en el film més reeixit de la seva carrera amb 544 milions de dòlars recaptats internacionalment.
Més tard arribarien els remakes del ''vol del Fènix'' (2004) i ''Meus, teus i nostres'' (2005), al costat de Rene Russo i sota la batuta de Tall Gosnell. El 2008 va rodar a Salamanca Vantage Point, en la qual donava vida a un guardaespatlles del president dels Estats Units. El 2009 va arribar als cinemes la cinta dirigida per Stephen Sommers ''G. I. Joe: The Rise of Cobra''. Per la seva actuació de Bill Clinton en el telefilm The Special Relationship va ser novament candidat al Globus d'Or i al Premi del Sindicat d'Actors -com a millor actor de minisèrie o telefilm-, i va rebre la seva primera candidatura al Premi Emmy en la mateixa categoria anteriorment. La premsa cinematogràfica va descriure la producció televisiva com "immensament entretinguda, però la major sorpresa és el Clinton al que dona vida Quaid, va molt més allà de l'encant". El 2011 van ser estrenats el drama Soul Surfer, amb Helen Hunt, i el remake de Footloose.

## Vida privada
Es va casar amb l'actriu P. J. Soles el 1978, divorciant-se el 1983.
Posteriorment arran del rodatge de Innerspace va iniciar una relació amb l'actriu Meg Ryan el 1987, acabant en matrimoni el 1991. Amb Ryan va tenir un fill, Jack Henry Quaid.
El 2001 es van separar a causa dels rumors, posteriorment confirmats, d'una relació entre Ryan i el seu company de repartiment en Proof of Life, Russell Crowe. Aquesta situació va sumir a Quaid en la depressió i les addicció a les drogues de la qual es va poder recuperar sota tractaments mèdics.
El 2004 l'actor va iniciar un nou matrimoni amb una corredora de propietats, Kimberly Kathryn Buffington, a qui va conèixer producte de les actuacions de la seva banda i amb qui va ser pare de bessons el 2008.
Va tenir problemes amb les drogues, sent addicte a la cocaïna des de 1989. Quaid ha declarat en nombroses ocasions que "el tractament i la recuperació van ser molt difícils". En la dècada dels 90 va tenir un trastorn alimentari (anorèxia), que el va portar a pesar entorn de 40 kg, encara que es va recuperar gràcies a nombrosos tractaments.
Té llicència de pilot d'aviació, capacitat per pilotar una Cessna Citation, cosa que realitza habitualment fins a la seva residència de Montana.

## Filmografia
La seva filmografia inclou títols com Primera volada (1979), Escollits per a la glòria (1983), The Big Easy (1987), El xip prodigiós (1987), Quan m'enamoro (1988), Great Balls of Fire! (1989), Postals des de Hollywood (1990), Benvinguts al paradís (1990), Wyatt Earp (1994), Alguna cosa de què parlar (1995), Dragonheart (1996), The Parent Trap (1998), Traffic (2000), Lluny del cel (2002), The Alamo (2004), In Good Company (2004), American Dreamz (2006), Smart People (2008), Vantage Point (2008) i El lladre de paraules (2012).

### Cinema
- 1975: Crazy Mama de Jonathan Demme
- 1977: I Never Promised You a Rose Garden d'Anthony Page
- 1978: Our Winning Season de Joseph Ruben
- 1978: The Seniors de Rodney Amateau
- 1979: Primera volada (Breaking Away) de Peter Yates
- 1980: The Long Riders de Walter Hill
- 1980: Gorp de Joseph Ruben
- 1981: All Night Long de Jean-Claude Tramont
- 1981: Cavernícola (Caveman) de Carl Gottlieb
- 1981: The Night the Lights Went Out in Georgia de Ronald F. Maxwell
- 1983: Tough Enough de Richard Fleischer
- 1983: Jaws 3-D de Joe Alves
- 1983: Escollits per a la glòria (The Right Stuff), de Philip Kaufman
- 1984: Dreamscape de Joseph Ruben
- 1985: Enemic meu (Enemy Mine) de Wolfgang Petersen
- 1987: The Big Easy de Jim McBride
- 1987: El xip prodigiós (Innerspace) de Joe Dante
- 1987: Sospitós (Suspect) de Peter Yates
- 1988: Mort en arribar (D.O.A.) d'Annabel Jankel i Rocky Morton
- 1988: Everybody's All-American de Taylor Hackford
- 1989: Gran bola de foc (Great Balls of Fire!) de Jim McBride
- 1990: Come See the Paradise d'Alan Parker
- 1990: Postcards from the Edge de Mike Nichols
- 1993: Foc salvatge (Wilder Napalm) de Glenn Gordon Caron
- 1993: Compte amb la família Blue (Undercover Blues) de Herbert Ross
- 1993: Flesh and Bone de Steven Kloves
- 1994: Wyatt Earp de Lawrence Kasdan
- 1995: Something to Talk About de Lasse Hallström
- 1996: Dragonheart de Rob Cohen
- 1997: L'ombra dels culpables (Gang Related) de Jim Kouf
- 1997: El segrest (Switchback) de Jeb Stuart
- 1998: Savior de Predrag Antonijevic
- 1998: The Parent Trap de Nancy Meyers
- 1998: Playing by Heart de Willard Carroll
- 1999: Any Given Sunday d'Oliver Stone
- 2000: Frequency de Gregory Hoblit
- 2000: Traffic de Steven Soderbergh
- 2001: Dinner with Friends de Norman Jewison
- 2002: The Rookie de John Lee Hancock
- 2002: Far from Heaven de Todd Haynes
- 2003: Cold Creek Manor de Mike Figgis
- 2004: Alamo de John Lee Hancock
- 2004: The Day After Tomorrow de Roland Emmerich
- 2004: In Good Company de Paul Weitz
- 2004: El vol del Fènix (Flight of the Phoenix) de John Moore
- 2005: Teus, meus i nostres (Yours, Mine and Ours) de Raja Gosnell
- 2006: American Dreamz de Paul Weitz
- 2008: Vantage Point de Pete Travis
- 2008: Smart People de Noam Murro
- 2008: The Express de Gary Fleder
- 2008: Horsemen de Jonas Åkerlund
- 2009: Pandorum de Christian Alvart
- 2010: Legion de Scott Stewart
- 2011: Soul Surfer de Sean McNamara
- 2011: Footloose de Craig Brewer
- 2011: Beneath the Darkness de Martin Guigui
- 2012: Love Coach de Gabriele Muccino
- 2012: The Words de Brian Klugman i Lee Sternthal
- 2012: At Any Price de Ramin Bahrani
- 2013: My Movie Project de Peter Farrelly
- 2015: La veritat (Truth) de James Vanderbilt
- 2017: A Dog's Purpose de Lasse Hallström
- 2018: I Can Only Imagine de Erwin Brothers
- 2018: Kin de Jonathan i Josh Baker
- 2018: The Intruder de Deon Taylor

### Televisió

#### Telefilms
- 1978 : Are You in the House Alone?, de Walter Grauman
- 1979 : Amateur Night at the Dixie Bar and Grill, de Joel Schumacher
- 1981 : Bill, d'Anthony Page
- 1982: Johnny Belinda, d'Anthony Page
- 1983 : Bill: On His Own, d'Anthony Page
- 1998 : Everything That Rises, de Dennis Quaid
- 2010 : The Special Relationship, de Richard Loncraine

#### Sèries TV
- 2012 - 2013 : Vegas, de James Mangold
- 2015 : The Art of More: Samuel Brukner

## Nominacions
- 2003: Globus d'Or al millor actor secundari per Lluny del cel
- 2010: Primetime Emmy al millor actor en minisèrie o telefilm per The Special Relationship
- 2011: Globus d'Or al millor actor en minisèrie o telefilm per The Special Relationship